# Mattutino
Mattutino, nella tradizione di preghiera della Chiesa cattolica, è il nome che si dà nel Breviario a un'ora dell'Ufficio divino. Nella Liturgia delle Ore pubblicata dopo la riforma liturgica seguita al Concilio Vaticano II è stato sostituito dall'Ufficio delle letture. Tuttavia, alcuni ordini religiosi monastici mantengono la dicitura "mattutino". La Chiesa ortodossa continua a celebrare il Mattutino come parte fondante dell'Ufficio divino quotidiano. Ogni Contrada di Siena, durante la propria festa titolare annuale, continua a chiamare Mattutino la celebrazione religiosa principale, solitamente effettuata nel tardo pomeriggio del sabato.
L'origine di questo nome viene dal fatto che il mattutino si recitava molto presto di mattina o, in alcune famiglie monastiche, svegliandosi a metà della notte. Talvolta era recitato addirittura la sera prima, andando di fatto a costituire un ufficio di veglia (consuetudine ancora in uso nei paesi di tradizione slava).
Coloro che utilizzano il breviario del 1962 e le edizioni precedenti recitano il mattutino secondo questo schema:
- Invocazioni introduttive (Domine labia mea aperies, Deus in adjutorium meum intende, Gloria Patri e Alleluia)
- L'invitatorio, costituito dal salmo 94 cantato nell'antica forma responsoriale e dunque interrotto più volte dal ripetersi di un'antifona che invita i fedeli a partecipare all'ufficio di lode al Signore.
- L'Inno ecclesiastico, che cambia a seconda del giorno della settimana, della ricorrenza del santorale nonché del tempo dell'anno.
- I notturni. È questa la parte più lunga di tutto l'ufficio, poiché si compongono ciascuno di una salmodia, un Pater con delle preghiere di assoluzione, tre letture bibliche o patristiche, ciascuna seguita da un suo proprio responsorio lungo. Nel breviario di Pio X le ferie hanno un solo notturno di nove salmi, e prendono due letture dalla Sacra Scrittura e una dal Vangelo del giorno con commento di un Padre della Chiesa; le domeniche e le feste hanno tre notturni di tre salmi ciascuno, e prendono tre letture dalla Sacra Scrittura, tre dalla patristica e le ultime tre sono costituite dal Vangelo e dal commento di un Padre della Chiesa; le domeniche di Pasqua e Pentecoste hanno un solo notturno di soli tre salmi. Con tale ordinamento, nessun giorno ha più di 9 salmi in tutto; prima delle riforme di Pio X, il Mattutino era molto più lungo e nelle solennità arrivava ad avere anche 18 salmi.
- L'Inno Te Deum, cantato alla fine in ogni ufficio che non sia quello feriale, eccezion fatta per le domeniche di Settuagesima e Quaresima.
- Il congedo (saluto e orazione) sono generalmente omessi, perché immediatamente dopo l'Inno si inizia l'officiatura delle Laudi. Qualora così non fosse, si dice il congedo delle Laudi del giorno.